# Böger
Böger bzw. Boeger ist ein deutscher Familienname.

## Herkunft und Bedeutung
Böger ist ein Wohnstätten- bzw. Berufsname.

## Namensträger
- Anna Böger (* 1977), deutsche Schauspielerin
- Astrid Böger (* 1967), deutsche Amerikanistin
- Claudio Nedden-Boeger (* 1966), deutscher Jurist und Richter am Bundesgerichtshof
- Helmut Böger (* 1949), deutscher Journalist und Schriftsteller
- Johann Heinrich Böger, deutscher Jurist, Gesandter bei den Westfälischen Friedensverhandlungen
- Kay Böger (* 1971), deutscher Schauspieler
- Klaus Böger (* 1945), deutscher Politiker (SPD)
- Mechtild Böger (* 1960), deutsche bildende Künstlerin
- Peter Böger (1935–2015), deutscher Biologe und Botaniker
- Rolf Böger (1908–1995), deutscher Jurist und Bundestagsabgeordneter
- Stefan Böger (* 1966), deutscher Fußballspieler und Trainer
- Stefanie M. Bode-Böger (* 1964/1965), deutsche Medizinerin und Hochschullehrerin für Klinische Pharmakologie
- Wilhelm Böger (1831–1907), deutscher Klavierbauer